# 조너선 골드스타인 (배우)
조너선 골드스타인(Jonathan Goldstein, 1964년 12월 4일 ~ )은 미국의 배우, 감독, 음악가이다. 2004년부터 2007년까지 방영된 니켈로디언 시트콤 드레이크와 조쉬라는 작품에서 조쉬의 아빠 월터 니콜스 역을 맡았다.

## 참여 작품

### 텔레비전
- 뱀파이어 해결사 (드라마)
- 위드아웃 어 트레이스
- 드레이크와 조쉬
- 웨스트 윙 (드라마)
- 캘리포니케이션 (드라마)
- 원:아워
- 미티어 (드라마)
- 히어로즈 (드라마)
- 프라이빗 프랙티스
- 팍스 앤 레크리에이션
- 그레이 아나토미
- 크리미널 마인드
- 디펜더스: 유쾌한 변호사들
- NCIS (드라마)
- 워커홀릭스
- 피어 더 워킹 데드
- 루시퍼 (드라마)
- 매그넘 P.I. (2018년 드라마)

## 비디오 게임
- 바이오쇼크 2